# Rebecca von Mitzlaff
Rebecca von Mitzlaff (* 18. April 1981 in Ludwigsburg, Baden-Württemberg als Rebecca Mosselman) ist eine deutsche Schauspielerin.

## Leben und Werdegang
Von Mitzlaff stand bereits im Alter von zwölf Jahren für Der Menschenfresser vor der Kamera. Es folgten zahlreiche Fernsehproduktionen wie David im Wunderland, Seitensprung in den Tod, School's out oder Das Alibi. 2001 war sie in Knallharte Jungs zu sehen, 2004 im Kinofilm Abgefahren – Mit Vollgas in die Liebe. 2005 absolvierte sie ihr Schauspielstudium in Berlin und spielt anschließend an der Neuen Bühne Senftenberg, die im selben Jahr von der Fachzeitschrift Theater heute zum Theater des Jahres gewählt wurde. Hier spielte sie mehrere Hauptrollen, unter anderem Gretchen in Goethes Faust, Luise in Kabale und Liebe und Mariedl in Werner Schwabs Die Präsidentinnen. Seit 2007 ist von Mitzlaff als freischaffende Schauspielerin tätig und erhielt Gastengagements unter anderem am Staatstheater Stuttgart, dem Winterhuder Fährhaus in Hamburg, bei den Kreuzgangspielen in Feuchtwangen und für das Theater der Jugend im Renaissancetheater in Wien.
2010 hatte sie ein Engagement am Alten Schauspielhaus Stuttgart und am Theater der Stadt Schweinfurt mit dem Stück Endstation Sehnsucht und 2014 am Theater am Kurfürstendamm in Der Mentor von Daniel Kehlmann.
Rebecca von Mitzlaff ist seit 2010 mit dem Regisseur Georg von Mitzlaff verheiratet. Sie haben einen gemeinsamen Sohn und leben in Berlin.

## Filmografie (Auswahl)
- 1997: Die Nacht der Nächte – School’s out
- 1999: Models
- 1999: Krieger und Liebhaber
- 2002: Knallharte Jungs
- 2004: Abgefahren – Mit Vollgas in die Liebe
- 2004: Crazy Race 2 – Warum die Mauer wirklich fiel
- 2011: Rosamunde Pilcher – Herzensfragen